# Adaucto Nóbrega
Adaucto Wanderley da Nóbrega (18 de fevereiro de 1939) é um mestre FIDE de xadrez brasileiro, e mestre internacional no xadrez epistolar pela ICCF.

## Carreira
Na década de 1970, Nóbrega foi um dos principais enxadristas do Brasil. Foi vice-campeão brasileiro em 1970.
Nóbrega jogou pelo Brasil nas Olimpíadas de Xadrez em 1970, 1972 e 1974.
Ele é um dos fundadores do site de história do xadrez brasileiro BrasilBase.